# 凯尔·布朗
凯尔·布朗（英語：Kyle Brown，1987年2月6日—），南非男子橄榄球运动员。他曾代表南非七人制国家队参加2016年夏季奥林匹克运动会七人制橄榄球比赛，获得一枚铜牌。